# Карлсон, який мешкає на даху (2002)
«Карлсон, який мешкає на даху» (швед. Karlsson på taket) — шведсько-норвезька анімаційна кінострічка, знята режисером Вібеке Ідсьо. Мультфільм цікавий тим, що у 2006 році стрічка стала першим іноземним не-радянським повнометражним анімаційним фільмом дубльованим українською мовою.

## Сюжет
Історія відбувається в Стокгольмі, де Малий, вихований семирічний хлопчик, бажає щоб на день народження йому подарували собаку. Брат з сестрою вже дорослі і гратися з ним не хочуть. А Малий мріє про справжнього друга. Несподівано, в його вікно залітає найкращий авіатор Карлсон, який до того ж має будиночок на даху. З появою цього чудернацького чолов'яги з пропелером самотності Малого приходить кінець. Карлсон вчить його гуляти по дахах, ловить злодюжок, не забуваючи при цьому поїдати все смачне навкруги. А Малий знаходить в ньому справжнього друга, заради якого він робить все.

## Український дубляж
У 2006 році мультфільм було дубльовано українською мовою естонською студією «Cinema Nouveau OÜ», за участі фінляндської студії «Meguru Film Sound OY» та українських студій «Так Треба Продакшн», «Круц Продакшн» та «Ательє Промоцій». Дубляж мультфільму зроблено українською творчою групою під керівництвом естонського продюсера Алекса Ковскі. Фільм «Карлсон, який мешкає на даху» став першим іншомовним не-радянським кінопрокатним анімаційним фільмом повністю дубльованим українською (широко відомі українські дубляжі для мультфільмів «Теркель і Халепа» (2004) та «Тачки» (2006) було зроблено пізніше).
- Художник: Антон Щербаков
- PR-менеджер: Ірина Бутузова
- Координатор проекту: Сергій Бернадський
- Керівник проекту і перекладач: Таня Чепурна (з допомогою Олега Скрипки)
- Режисер дубляжу: Артур Веебер
- Звукорежисер: Всеволод Широков
- Звукорежисер перезапису: Олексій Ткач
- Редактор: Наталя Надірадзе
- Саунд-продюсер: Сергій Круценко

| Персонаж (оригінальне ім'я)   | Оригінальне озвучення шведською   | Український дубляж |
| ----------------------------- | --------------------------------- | ------------------ |
| Карлсон                       | Börje Ahlstedt                    | Олег Скрипка       |
| Малюк (Сванте Свантессон)     | William Svedberg                  | Ані Лорак          |
| Фрекен Бок                    | Margaretha Krook                  | Тамара Яценко      |
| Мама                          | Pernilla August                   | Наталя Сумська     |
| Тато                          | Allan Svensson                    | Юрій Гребельник    |
| Дядько Юліус (Фаброр Джуліус) | Nils Eklund                       | Віталій Дорошенко  |
| Філлє                         | Magnus Härenstam                  | Анатолій Зіновенко |
| Гунілла                       | Greta Rechlin                     | Валентина Сова     |
| Бетан / Крістер               | Ellen Ekdahl / Jonatan Skifs      | Олена Бліннікова   |
| Руллє / Боссе                 | Brasse Brännström / Leo Magnusson | Анатолій Пашнін    |
| Вчителька                     | Maria Rydberg                     | Наталя Поліщук     |
| Пожежник                      | Steve Kratz                       | Юрій Ребрик        |
| Телеведучий                   | Per Sandborgh                     | Юрій Молчанов      |

В епізодах: Людмила Чиншева, Наталя Надірадзе та інші.

## Реліз
Прокат дубльованого українською мультфільму «Карлсон, який мешкає на даху» розпочався 9 березня 2006 року у Києві на 16 фільмокопіях. Прокат мультфільму з українським дубляжем у березні 2006 року не був першим показом стрічки в Україні. Фільм «Карлсон, який живе на даху» Вібеке Едсее вже демонструвався в українському кінопрокаті у 2003 року й дистриб'юторство здійснювала компанія «1+1 Сінема». Це була дубльована російською версія, в якій Карлсона озвучував відомий російський актор Сергій Безруков.

### Презентація української версії пісні «Karlsong»
Перед початком українського прокату стрічки з українським дубляжем, відбулася презентація кліпу на пісню «Karlsong» у виконанні дуету Ані Лорак та Олега Скрипки. Пісня була спеціально написана для української версії мультфільму «Карлсон, який мешкає на даху» композитором Сергієм Круценком та поетом Миколою Бровченком.

## Телесеріал
На основі матеріалів з цього анімаційного фільму Карлсон, який мешкає на даху у 2002 році також було створено 26-серійний однойменний анімаційний телесеріал.